# Saint-Maigner
Saint-Maigner är en kommun i departementet Puy-de-Dôme i regionen Auvergne-Rhône-Alpes i centrala Frankrike. Kommunen ligger i kantonen Pionsat som tillhör arrondissementet Riom. År 2022 hade Saint-Maigner 171 invånare.

## Befolkningsutveckling
Antalet invånare i kommunen Saint-Maigner
| Referens: INSEE |